# Шевцов Юрій Сергійович
Ю́рій Сергі́йович Шевцо́в — полковник Збройних Сил України, військовий льотчик, військовослужбовець 299-та бригада, учасник російсько-української війни.

## З життєпису
2 вересня 2014 року був звільнений з полону терористів разом ще з вісьмома військовослужбовцями.
Станом на березень 2017 року — заступник командира бригади з льотної підготовки.

## Нагороди
- 8 серпня 2014 року — «За особисту мужність і героїзм, виявлені у захисті державного суверенітету та територіальної цілісності України, вірність військовій присязі» під час російсько-української війни, відзначений — нагороджений орденом Богдана Хмельницького III ступеня;
- 1 червня 2022 року — «За особисту мужність і самовіддані дії, виявлені у захисті державного суверенітету та територіальної цілісності України, вірність військовій присязі», відзначений — нагороджений орденом Данила Галицького[1].